# Burgruine Schöneberg
Die Burgruine Schöneberg, auch Schöneburg genannt, ist eine aus wenigen Überresten bestehende Ruine einer Höhenburg aus dem 12. Jahrhundert bei Hofgeismar im hessischen Landkreis Kassel in Deutschland.

## Geographische Lage
Die Burgruine Schöneberg befindet sich auf dem steil aufragenden Basaltkegel des 323,2 m ü. NHN hohen Schönebergs, nördlich von Hofgeismar, nordwestlich des Dorfs Schöneberg (nordöstlicher Stadtteil von Hofgeismar) und südlich von Hümme (nördlicher Stadtteil von Hofgeismar). Westlich vorbei am Schöneberg verläuft der Diemel-Zufluss Esse, zu der − gemessen nahe dem Hof/Weiler Schießbach − rund 190 m Höhenunterschied besteht.
Zu erreichen ist die Burg lediglich auf Waldwegen des Schönebergs.

## Geschichte

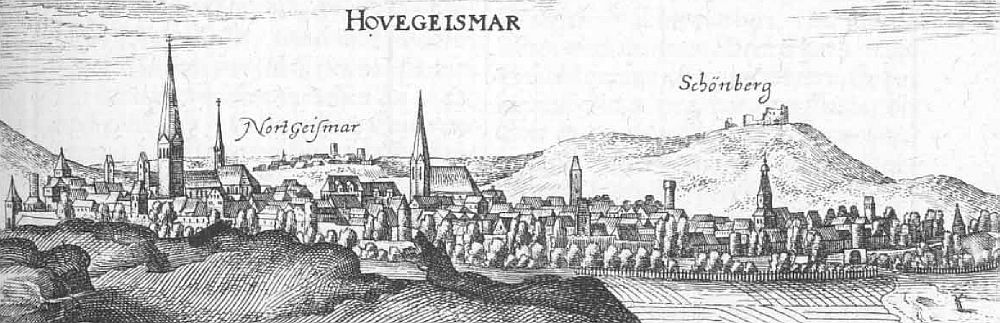
Hofgeismar und die Burg Schöneberg (1655)

Als Erbauer der Burg gilt Graf Hermann II. von Winzenburg, der die Burg um 1122 zum Schutz seiner Besitzungen errichtete. Nach der Ermordung Hermanns im Januar 1152 kam die Burg an die Erzbischöfe von Mainz, welche sie den Herren von Eberschütz (seit 1170 von Schonenberg) zu Lehen gaben. In einer Urkunde aus dem Jahr 1303, als es zwischen Kurmainz und der Landgrafschaft Hessen im Raum Hofgeismar zu schweren Kampfhandlungen kam, versprachen die Herren von Schonenberg (Schöneberg), dass die Burg ebenso wie die nahe gelegene Burg Trendelburg in Tindirberg (dem heutigen Trendelburg) allzeit dem Erzbischof geöffnet sein sollten. Nach dem endgültigen Sieg der Landgrafen über Erzbischof Konrad III. von Dhaun im Mainzisch-Hessischen Krieg 1427 in den Schlachten bei Fritzlar und Fulda kamen fast alle ehemals Mainzer Besitzungen in Nordhessen unter die Oberhoheit der Landgrafschaft − so auch die Burg Schöneberg, die wohl schon im Jahre 1429 endgültig von Landgraf Ludwig I. gekauft wurde. Kriegsschulden aus der Mainzer Stiftsfehde (1461–1463) führten dazu, dass die verbliebenen Mainzer Besitzungen zwischen Diemel und Weser an den hessischen Landgrafen Ludwig II. verpfändet wurden; auch Hofgeismar kam dadurch in hessischen Besitz.
Die Burg wurde 1582/83 abgebrochen. Landgraf Wilhelm IV. ließ mit den Steinen die Mauern des Tiergartens an der Sababurg errichten.
An die Burg erinnern heute nur noch wenige Überreste der ehemals umfangreichen Burganlage, darunter ein in neuer Zeit restaurierter Burgbrunnen.

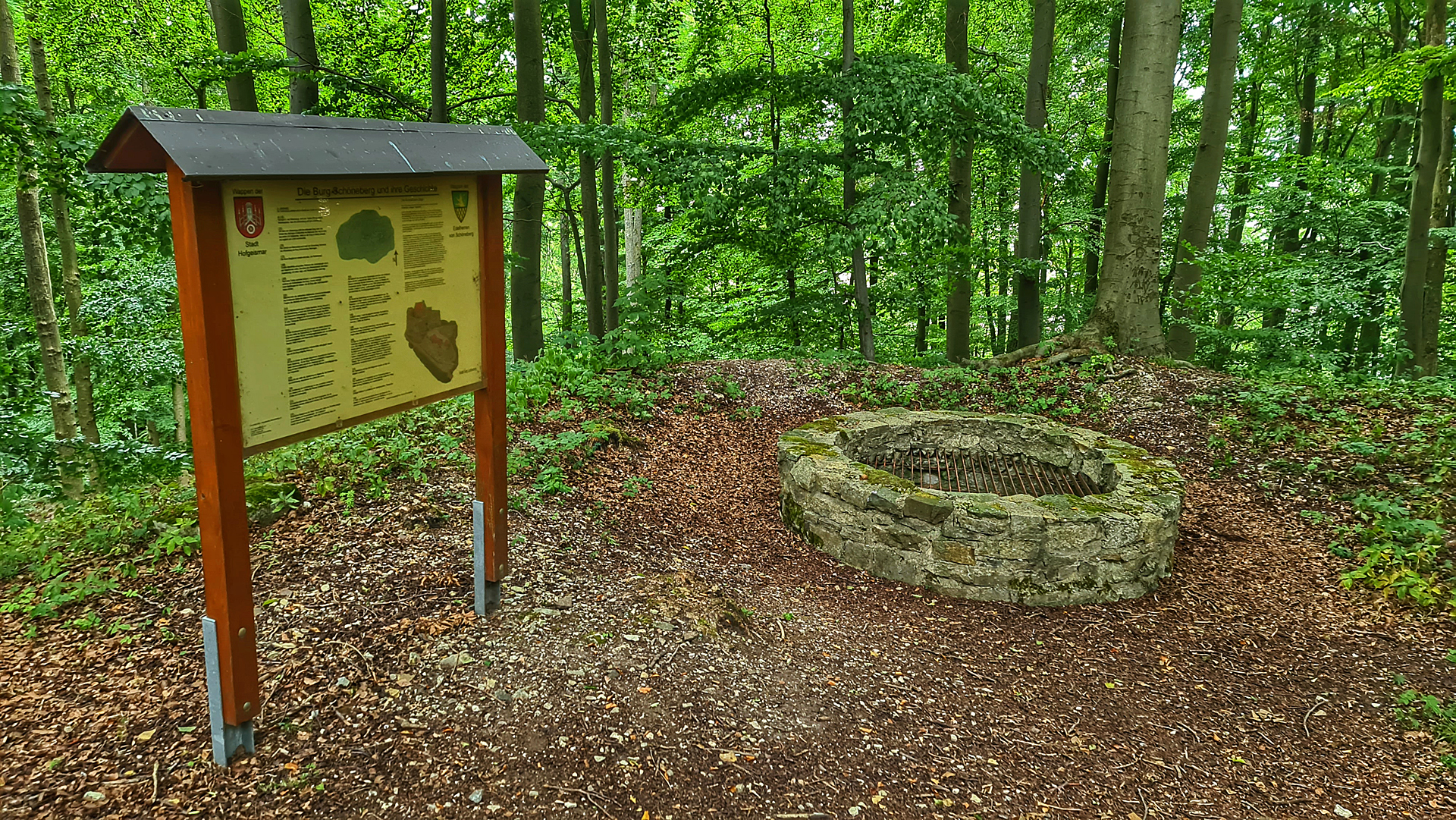
Überrest der Burg Schöneberg: Brunnen
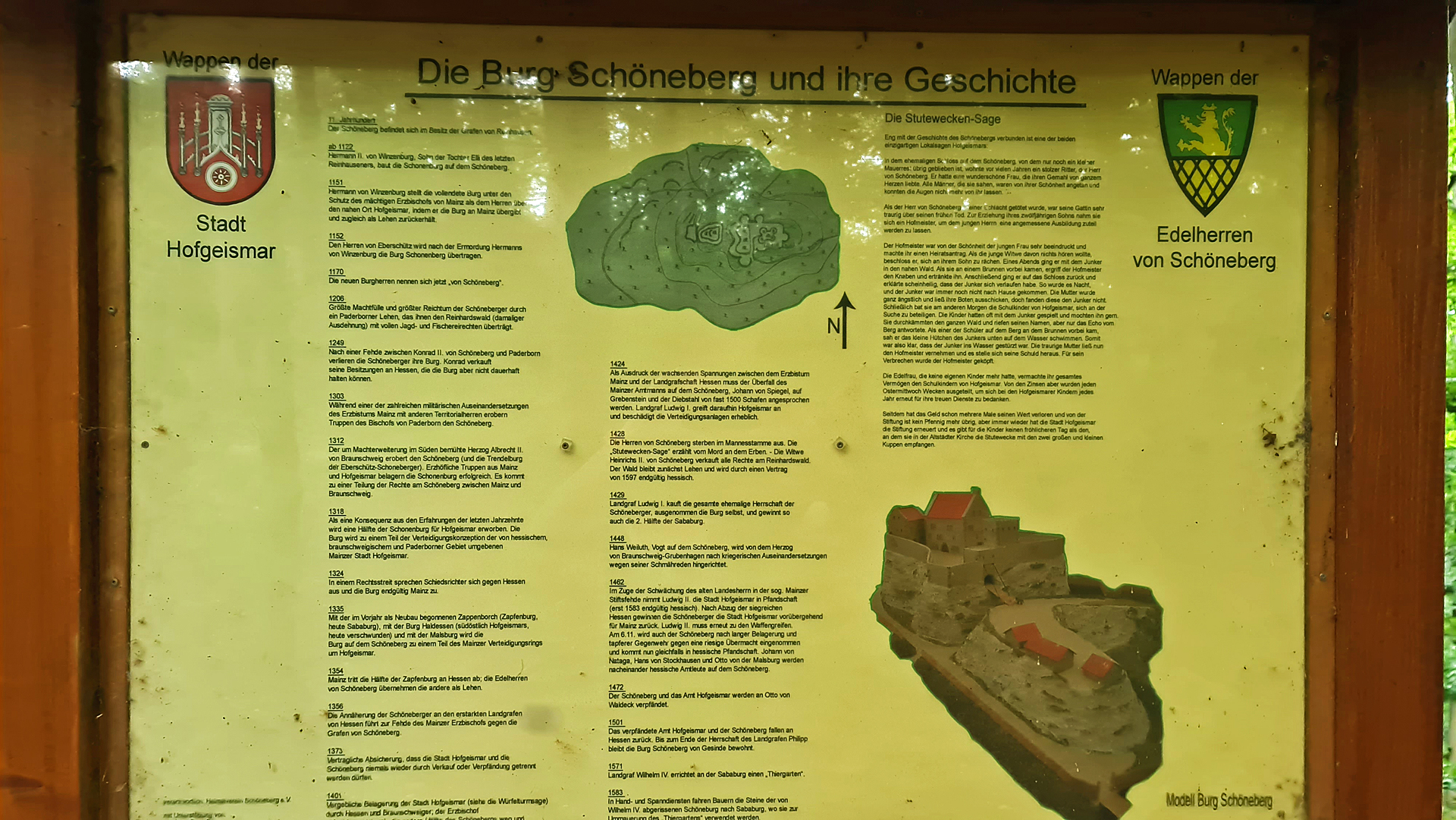
Informationstafel zur Geschichte und vermutlichem Aussehen der Burg